# Fellie Mkandawire
Pour les articles homonymes, voir Mkandawire.
Fellie Mkandawire est la première femme pilote de l'histoire du Malawi. Elle cesse de voler avant d'atteindre le grade de capitaine.

## Biographie

### Carrière
Fellie Mkandawire marque l'histoire du Malawi en devenant la première femme pilote mais, elle cesse de voler avant d'atteindre le grade de capitaine. Elle est rejoint par Yolanda Kaunda qui devient non seulement la deuxième femme pilote du pilote du pays mais aussi la première femme capitaine d'avion,. À ce sujet, lors d'une interview, Fellie Mkandawire dit, : 

« (...) Bien que j'aie été la première femme pilote malawite, il existe, au sein de la profession de pilote, différents grades. J'ai cessé de voler il y a quelques années avec le grade de premier officier supérieur. Yolanda vient d'atteindre le rang de capitaine.
 (...) Il s'agit en effet d'une réalisation marquante dans l'histoire de l'aviation malawite. Félicitations capitaine. »